# ألبرت إمونز
ألبرت إمونز (بالإنجليزية: Ebenezer Emmons)‏ هو أستاذ جامعي وعالم نبات وجيولوجي أمريكي، ولد في 16 مايو 1799 في ميدلفيلد في الولايات المتحدة، وتوفي في 1 أكتوبر 1863 في مقاطعة برونزويك في الولايات المتحدة.